# Montfort-l'Amaury
Pour les articles homonymes, voir Montfort et Amaury.
Montfort-l'Amaury est une commune française située dans le département des Yvelines, en région Île-de-France.

## Géographie

### Situation
La commune de Montfort-l'Amaury, située à 38 km à l'ouest de Paris et 18 km au nord de Rambouillet, se situe au sud de la plaine qui porte son nom, dans une zone de coteaux au nord du massif forestier de Rambouillet.
L'altitude est de 126 mètres au niveau de l'hôtel de ville. Mais la ville étant bâtie sur un coteau en bordure du massif forestier, l'altitude varie de 98 mètres dans la plaine de Montfort à 183 mètres au pied de la tour Anne de Bretagne.
Le territoire de la commune s'étend sur 5,71 km2, soit 571 hectares.
|                         |                   | Méré                 |
| Grosrouvre              | Montfort-l'Amaury | Bazoches-sur-Guyonne |
| Saint-Léger-en-Yvelines |                   | Les Mesnuls          |

### Hydrographie
La commune est arrosée par le ruisseau des Gaudigny. De plus, il existe deux étangs (Ville et Plaine).

### Climat
Pour des articles plus généraux, voir Climat de l'Île-de-France et Climat des Yvelines.
En 2010, le climat de la commune est de type climat océanique dégradé des plaines du Centre et du Nord, selon une étude du CNRS s'appuyant sur une série de données couvrant la période 1971-2000. En 2020, Météo-France publie une typologie des climats de la France métropolitaine dans laquelle la commune est dans une zone de transition entre le climat océanique et le climat océanique altéré et est dans la région climatique Sud-ouest du bassin Parisien, caractérisée par une faible pluviométrie, notamment au printemps (120 à 150 mm) et un hiver froid (3,5 °C).
Pour la période 1971-2000, la température annuelle moyenne est de 10,7 °C, avec une amplitude thermique annuelle de 14,3 °C. Le cumul annuel moyen de précipitations est de 663 mm, avec 11,1 jours de précipitations en janvier et 7,8 jours en juillet. Pour la période 1991-2020, la température moyenne annuelle observée sur la station météorologique la plus proche, située sur la commune de Saint-Léger-en-Yvelines à 7 km à vol d'oiseau, est de 11,0 °C et le cumul annuel moyen de précipitations est de 706,3 mm,. Pour l'avenir, les paramètres climatiques de la commune estimés pour 2050 selon différents scénarios d'émission de gaz à effet de serre sont consultables sur un site dédié publié par Météo-France en novembre 2022.

### Transports et voies de communications

#### Réseau routier

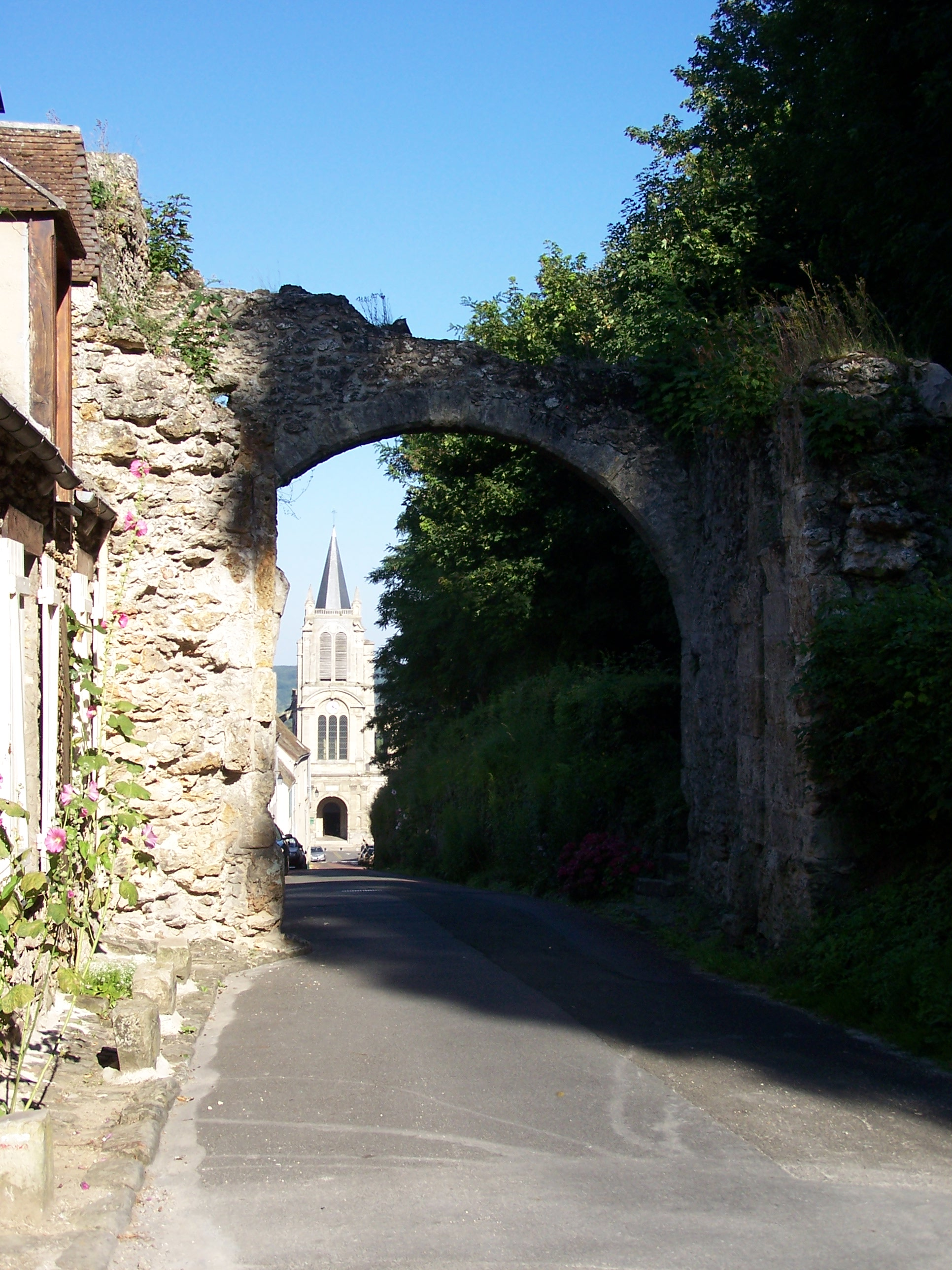
La rue Saint-Laurent.

Les voies de circulation qui relient Montfort-l'Amaury aux autres villes du département sont :
- au nord : la RD 76 vers la gare à Méré, la RN 12 et la direction de Thoiry ;
- à l’est : la RD 13 vers Maurepas, la RN 10 et au-delà Chevreuse ;
- au sud-est : la RD 155 vers Les Mesnuls ;
- au sud : la RD 138 vers Saint-Léger-en-Yvelines ;
- au sud-ouest : la RD 112 vers Gambais et au-delà Gressey ;
- à l’ouest : la RD 172 vers Grosrouvre ;
- au nord-ouest : la RD 155 vers Galluis.

#### Desserte ferroviaire

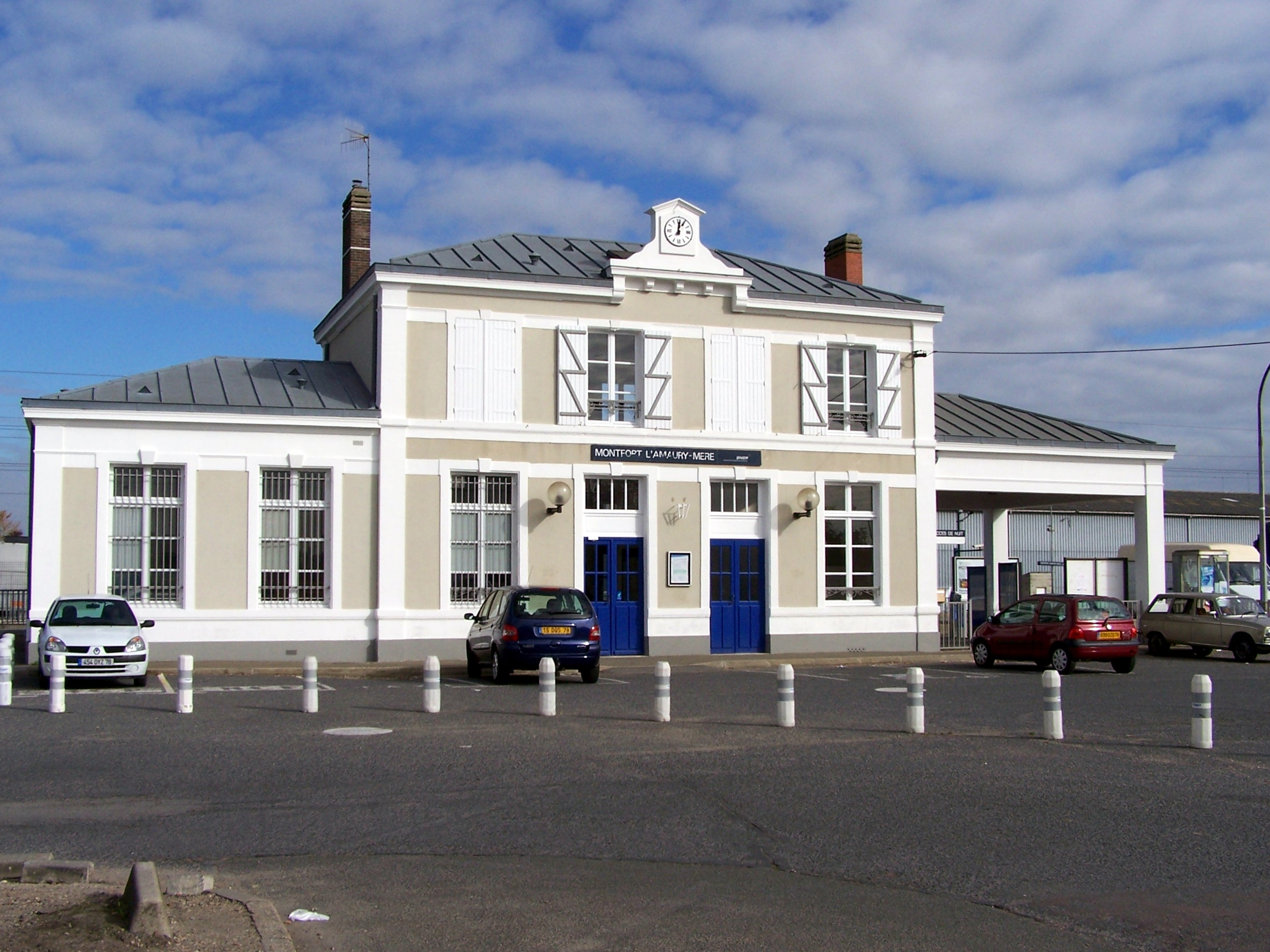
La gare de Montfort-l'Amaury - Méré.

La gare ferroviaire la plus proche est la gare de Montfort-l'Amaury - Méré qui est situé à 4 km sur la commune de Méré.

#### Bus
La commune est desservie par les lignes 1, 2, 5, 9, 13, 15, 16, 17, 22, 35, 38, 39, 45, 49, 61, Express 67, M et Q du réseau de bus Centre et Sud Yvelines.

#### Sentier de randonnée
Le sentier de grande randonnée GR 1 traverse le territoire de la commune, de Saint-Léger-en-Yvelines au sud jusqu'à Méré au nord.

## Urbanisme

### Typologie
Au 1er janvier 2024, Montfort-l'Amaury est catégorisée bourg rural, selon la nouvelle grille communale de densité à sept niveaux définie par l'Insee en 2022.
Elle appartient à l'unité urbaine de Montfort-l'Amaury, une agglomération intra-départementale regroupant trois  communes, dont elle est ville-centre,,. Par ailleurs la commune fait partie de l'aire d'attraction de Paris, dont elle est une commune de la couronne,. Cette aire regroupe 1 929 communes,.

## Toponymie
La localité ne s'est jamais appelée Pinson, Pincionemonte, certains ont repris cette ancienne erreur que, déjà en 1873, le grand historien A. de Dion avait relevée : quelques-uns ont pris Pinciomons pour Montfort et qui est Montpinçon, fief de la chatellenie de Gambais. “La Butte du Pinçon” ou “La Butte de Montpinçon” est située à Condé-sur-Vesgres, près de Gambais.
Attestée sous les formes Mons Fortis en 999 [réf. nécessaire], Montfortis, Moriacum, Montifors, Montfort-en-Iveline, Montfort-le-Brutus en 1793, puis Montfort-l'Amaury.
Un lieu élevé a vocation de site défensif. Les féodaux ont bâti sur des monts. Il y avait au XIe siècle, sur une colline, une demeure fortifiée désignée Mons fortis en latin médiéval, c'est-à-dire Monfort, dont les possesseurs portaient souvent le nom d'Amaury : c'est en souvenir d'Amaury Ier, deuxième seigneur Montfort, que l'endroit fut appelé par la suite : Montfort-l'Amaury 

## Histoire

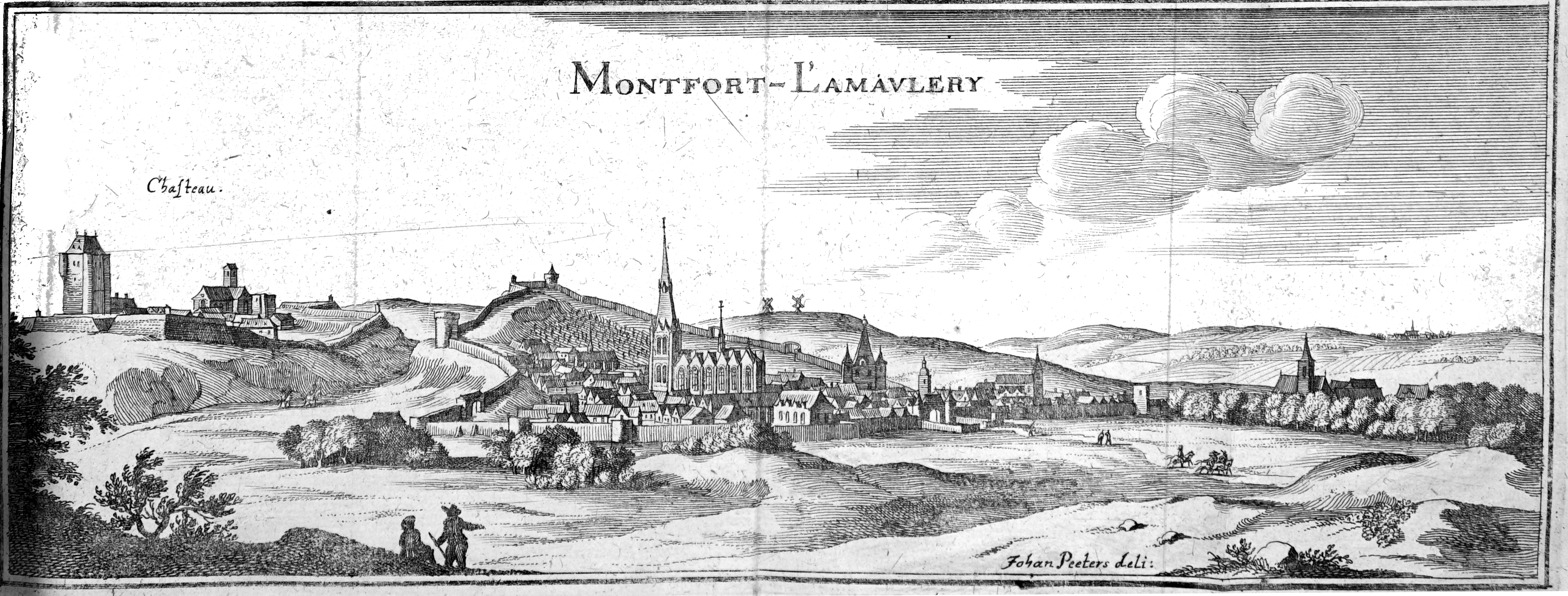
La ville dans Topographia Galliæ, 1658.

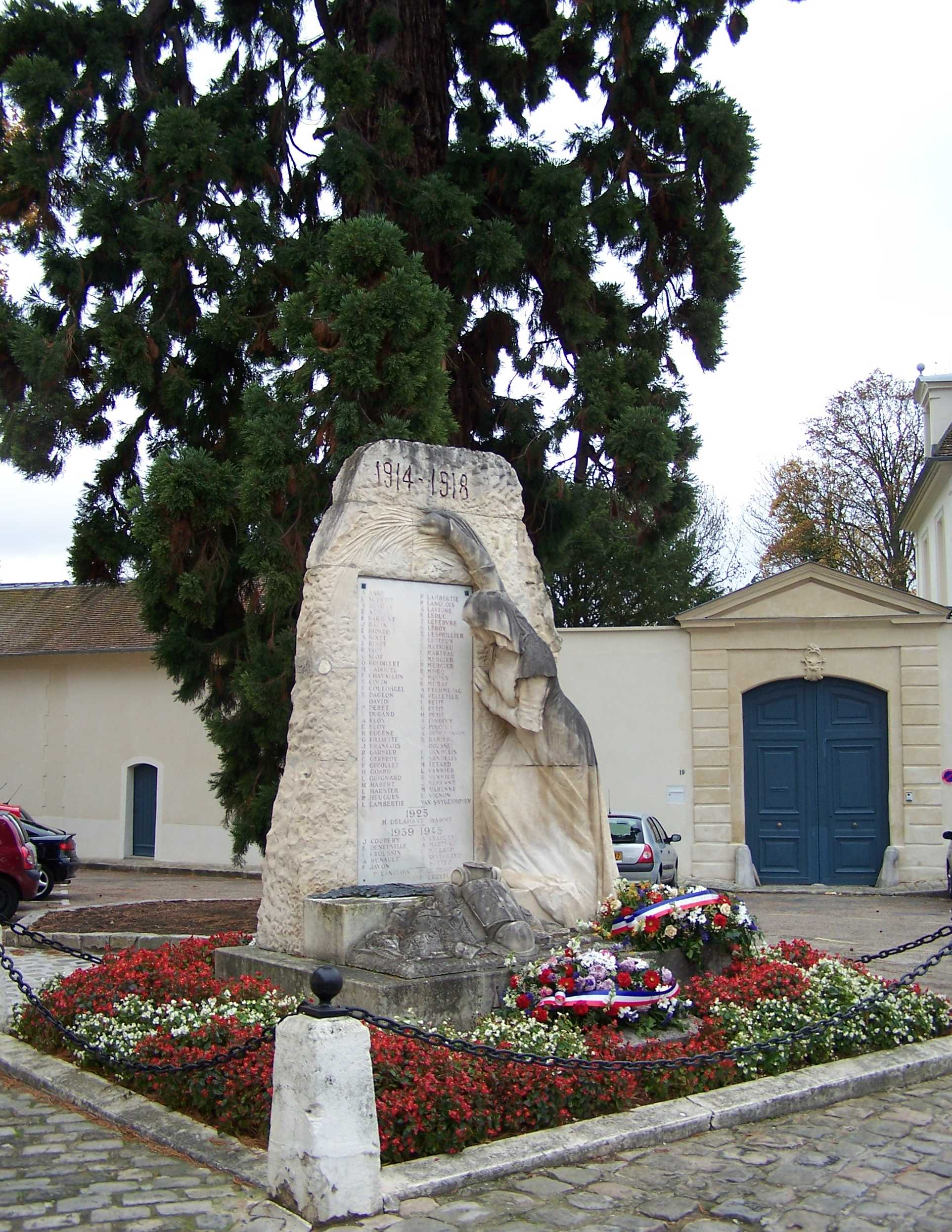
Le monument aux morts.

Montfort-l'Amaury a pris le nom d’Amaury Ier, deuxième seigneur Montfort.
C’est le roi Robert II (972-1031) qui fit construire le château fort en 996 sur « la butte de Montfort », appelée alors Montfortis.
Montfort-l'Amaury fut le fief de la famille des Montfort depuis le début du XIe siècle avec Guillaume de Hainaut. Son fils, Amaury Ier (1028-1053), fit construire les remparts dont on peut voir encore des vestiges.
En 1224, Amaury VI de Montfort cède ses droits sur l'Occitanie au roi de France ; en échange, la seigneurie de Montfort-l'Amaury est érigée en comté.
Au cours de la guerre de Cent Ans (1337-1453), le château fort fut détruit par les Anglais.
Le comté de Montfort fut lié au duché de Bretagne à la suite du mariage de Yolande de Montfort avec Arthur II de Bretagne en 1292. Lors de la guerre de succession de Bretagne (1341-1364), les Monfort font valoir leurs droits à la couronne ducale et l'emportent finalement, avec l'aide anglaise, à la bataille d'Auray (1364). À partir de 1365 et pendant deux siècles, la ville devient une dépendance de la Bretagne grâce au mariage de la dernière descendante des comtes de Montfort avec Arthur, duc de Bretagne. Le duc nomme Tugdual de Kermoysan gouverneur de son  comté de Montfort l'Amaury en 1447. Les Monfort, devenus ducs de Bretagne, n'en restent pas moins comtes de Montfort et le comté est une de leurs possessions. La duchesse Anne de Bretagne (1477-1514), qui possédait également le titre de comtesse de Montfort, séjourne cinq ans à Montfort-Lamaury et embellit la capitale de son comté ; on lui doit l'évolution de l'église Saint-Pierre, qu'elle entreprit de remodeler pour lui offrir une architecture plus moderne et une meilleure distribution. L'église est en pierre de Bazemont et grès de Rambouillet. Elle fait transférer le cimetière qui était au sud de l’église hors les murs, dans le quartier de la Brosse et construire la tour qui porte son nom en briques et en pierres. Le comté revient à la couronne de France en 1547 lors de la réunion définitive de la Bretagne à la France, conformément au traité de 1532. Henri II, fils de François Ier et de Claude de France, elle-même fille de la duchesse Anne de Bretagne, reine de France par son mariage avec Charles VIII puis Louis XII, devient roi de France à la mort de son père François Ier, en même temps que duc de Bretagne et comte de Montfort.
Plus tard, en 1591, c’est à Montfort-l'Amaury qu’Henri IV, roi de Navarre, négocia son abjuration avant d’être accepté en tant que roi.
Elle fut chef-lieu de district de 1790 à 1795.
Au cours de la Révolution française, la commune porte provisoirement le nom de « Montfort-le-Brutus ». Pendant l'Occupation, Montfort connut la présence d'une kommandantur. Il y eut des résistants, notamment communistes, dont certains furent arrêtés. À la Libération (août 1944), le maire, d'origine alsacienne, fut arrêté et mourut en prison.
La commune a indirectement transmis son nom à l'université De Montfort à Leicester en Angleterre, ainsi dénommée en hommage à Simon V de Montfort, 6e comte de Leicester au XIIIe siècle, issu de la Maison de Montfort-l'Amaury.
Au XXe siècle, la commune est le théâtre deux intrigues policières dans la forêt de Rambouillet, l'affaire du double meurtre dans les années 1950 et l'affaire Robert Boulin dans les années 1970.
Le 7 mars 2025, la Ville de Montfort-l’Amaury a organisé plusieurs événements pour commémorer le 150e anniversaire de naissance de Maurice Ravel, qui vécut dans le commune de 1921 à 1937 : tout d’abord, au Musée Maurice-Ravel, le double lancement, d’une part d’un nouveau timbre Maurice Ravel par Philaposte, du groupe La Poste, dans un bureau de poste éphémère,,,,, d’autre part de la nouvelle édition de la correspondance de Maurice Ravel aux éditions Gallimard, avec signature du livre par son éditeur scientifique, Manuel Cornejo, ; par ailleurs un concert de piano de Tiffany Poon au Centre Boléro, nouveau nom du Centre municipal des loisirs (CML),.

## Politique et administration

### Liste des maires
| Période                                  | Période      | Identité                 | Étiquette       | Qualité |
| ---------------------------------------- | ------------ | ------------------------ | --------------- | --- |
| 1871                                     | 1885         | Eugène Brault            |                 | Notaire |
| 1888                                     | 1896         | Robert Brault            |                 | Notaire |
| 1896                                     | 1900         | Albert Constant Hamon    |                 | |
| 1900                                     | 1901         | Édouard François Sageret |                 | |
| 1901                                     | 1919         | Robert Brault            |                 | Notaire |
| 1919                                     | 1925         | Jean-Félix Larrieu       |                 | Docteur Chevalier de la Légion d'honneur                                                                                  |
| 1925                                     | 1941         | Louis Etienbled          |                 | Commandant Chevalier de la Légion d'honneur                                                                               |
| 1941                                     | 1944         | M. Kuntz                 |                 | |
| août 1944                                | octobre 1947 | Albert Lécard            |                 | Courtier en engrais et produits agricoles Président du Comité cantonal de Libération Chevalier de la Légion d'honneur     |
| Les données manquantes sont à compléter. |              |                          |                 | |
| av. 1973                                 | mars 1977    | Georges Labadie          |                 | Notaire |
| mars 1977                                | juin 1995    | Jean-Louis Lécard        | DVD             | Ancien lieutenant-colonel Commandeur de la Légion d'honneur                                                               |
| juin 1995                                | En cours     | Hervé Planchenault       | RPR puis UMP-LR | Fonctionnaire retraité Conseiller général de Montfort-l'Amaury (1998 → 2015) Président de la CC Cœur d'Yvelines (2014 → ) |
| Les données manquantes sont à compléter. |              |                          |                 | |

### Jumelages
- Nickenich (Allemagne).

## Population et société

### Démographie

#### Évolution démographique
L'évolution du nombre d'habitants est connue à travers les recensements de la population effectués dans la commune depuis 1793. Pour les communes de moins de 10 000 habitants, une enquête de recensement portant sur toute la population est réalisée tous les cinq ans, les populations de référence des années intermédiaires étant quant à elles estimées par interpolation ou extrapolation. Pour la commune, le premier recensement exhaustif entrant dans le cadre du nouveau dispositif a été réalisé en 2004.

En 2022, la commune comptait 2 790 habitants, en évolution de −5,2 % par rapport à 2016 (Yvelines : +2,72 %, France hors Mayotte : +2,11 %).
| 1793  | 1800  | 1806  | 1821  | 1831  | 1836  | 1841  | 1846  | 1851  |
| ----- | ----- | ----- | ----- | ----- | ----- | ----- | ----- | ----- |
| 2 400 | 2 031 | 1 847 | 1 744 | 1 817 | 1 844 | 1 760 | 1 762 | 1 741 |

| 1856  | 1861  | 1866  | 1872  | 1876  | 1881  | 1886  | 1891  | 1896  |
| ----- | ----- | ----- | ----- | ----- | ----- | ----- | ----- | ----- |
| 1 679 | 1 596 | 1 658 | 1 516 | 1 509 | 1 488 | 1 493 | 1 516 | 1 624 |

| 1901  | 1906  | 1911  | 1921  | 1926  | 1931  | 1936  | 1946  | 1954  |
| ----- | ----- | ----- | ----- | ----- | ----- | ----- | ----- | ----- |
| 1 649 | 1 574 | 1 652 | 1 444 | 1 637 | 1 703 | 1 599 | 1 716 | 1 880 |

| 1962  | 1968  | 1975  | 1982  | 1990  | 1999  | 2004  | 2006  | 2009  |
| ----- | ----- | ----- | ----- | ----- | ----- | ----- | ----- | ----- |
| 1 887 | 2 074 | 2 319 | 2 566 | 2 651 | 3 137 | 3 133 | 3 076 | 3 115 |

| 2014  | 2019  | 2022  | - | - | - | - | - | - |
| ----- | ----- | ----- | - | - | - | - | - | - |
| 2 965 | 2 935 | 2 790 | - | - | - | - | - | - |

#### Pyramide des âges
La population de la commune est relativement âgée. En 2018, le taux de personnes d'un âge inférieur à 30 ans s'élève à 27,7 %, soit en dessous de la moyenne départementale (38 %). À l'inverse, le taux de personnes d'âge supérieur à 60 ans est de 38,5 % la même année, alors qu'il est de 21,7 % au niveau départemental.
En 2018, la commune comptait 1 329 hommes pour 1 609 femmes, soit un taux de 54,77 % de femmes, largement supérieur au taux départemental (51,32 %).
Les pyramides des âges de la commune et du département s'établissent comme suit.
| Hommes | Classe d’âge | Femmes |
| ------ | ------------ | ------ |
| 3,2    | 90 ou +      | 9,4    |
| 10,5   | 75-89 ans    | 17,3   |
| 18,4   | 60-74 ans    | 17,0   |
| 22,1   | 45-59 ans    | 20,3   |
| 13,9   | 30-44 ans    | 11,8   |
| 16,2   | 15-29 ans    | 12,5   |
| 15,6   | 0-14 ans     | 11,7   |

| Hommes | Classe d’âge | Femmes |
| ------ | ------------ | ------ |
| 0,6    | 90 ou +      | 1,4    |
| 6      | 75-89 ans    | 7,8    |
| 13,5   | 60-74 ans    | 14,8   |
| 20,7   | 45-59 ans    | 20,1   |
| 19,6   | 30-44 ans    | 19,9   |
| 18,5   | 15-29 ans    | 16,8   |
| 21,2   | 0-14 ans     | 19,2   |

### Enseignement
En 2020, l'école communale publique accueille 169 élèves, dont 65 dans les trois classes de maternelle et 104 dans les 5 classes de l'élémentaire. En 2014, l'école est aménagée dans les bâtiments restaurés de l'ancienne institution privée catholique Saint-Louis.
Le collège public Maurice-Ravel, labellisé « éco-école », accueille, à la rentrée 2019, 716 élèves répartis dans des classes de la 6e à la 3e, une section d'enseignement général et professionnel adapté ainsi qu'une classe ULIS-RELAIS-DIMA.
Il existe enfin un groupe scolaire privé Saint-Louis / Notre-Dame-du-Bel-Air, élémentaire et collège qui a fêté en 2016 ses soixante-dix ans d'existence. L'école y comptait alors 350 élèves de primaire et 650 collégiens.

### Sports

#### Rugby
La ville héberge le club École de rugby de Montfort-l'Amaury (ERMA). Son équipe junior évolue dans le championnat régional 3 U19 et les cadets en régional 3 U16.

#### Piscine
La piscine intercommunale de la communauté de communes Cœur d'Yvelines se situe sur le territoire de la commune. Elle est équipée en intérieur d'un bassin de 25 m, d'un petit bassin, d'une pataugeoire, d'un jacuzzi, d'un sauna et d'un espace de relaxation. Durant la saison estivale, l'accès a un bassin extérieur avec toboggans, une plage et une pelouse est ouvert. Elle propose des cours de natation et d'aquagym ainsi que des séances d'aquabiking et de lutte contre l'aquaphobie.

#### Événements
Chaque année, au mois de novembre, la commune organise aux côtés de l'association AESN78 la course nocturne Les Flambeaux, un trail de 10 km et 18 km entre rues médiévales et forêt.
Le 7 mars 2010, la commune accueille le départ et l'arrivée du prologue de la 68e édition de la course cyclisme Paris-Nice et le 7 mars 2011, le départ de la 2e étape de sa 69e édition.

### Manifestations culturelles et festivités
- Pardon breton : Le premier pardon breton eut lieu en 1899 et le dernier pardon eut lieu en 1977. En 1999, Montfort fêta le centenaire de ce pardon breton pour témoigner d’un passé qui a fortement marqué l’identité de la commune. En 2009, Montfort célébra le 110e anniversaire du pardon breton.
- Les Journées Ravel : depuis 1995, la ville de Montfort-l'Amaury rend hommage à Maurice Ravel, qui y vécut de 1921 à 1937, durant deux week-end de concerts en octobre.

## Économie
- Commune résidentielle
- Commerces
- Culture
- Tourisme
- Restauration.

## Culture locale et patrimoine

### Lieux et monuments
La commune compte six monuments historiques :
- le château fort de Montfort : construit au XIIe siècle, détruit au cours de la guerre de Cent Ans, il n'en subsiste que les ruines du donjon, appelé tour Anne-de-Bretagne, qu'on fit construire ultérieurement pour Anne de Bretagne. Les ruines sont classées MH depuis 1862[43] ;
- l'église Saint-Pierre : église des XVe et XVIe siècles, d'une taille impressionnante et rare pour une petite cité, reconstruite par Anne de Bretagne en 1491, en lieu et place d’une église médiévale du XIe siècle bâtie par Amaury Ier de Montfort. André de Foix, seigneur de Montfort de 1524 à 1540, amplifiera les aménagements entrepris sous le dernier règne breton. L'église est particulièrement intéressante par ses nombreuses gargouilles extérieures, ses clefs de voûte pendantes et sculptées dans les bas-côtés et surtout l'incomparable collection de vitraux Renaissance qui ornent les baies des bas-côtés et les fenêtres hautes du chœur. Quatre d'entre eux sont datés mais aucun n'est signé. Les archives locales ne donnent aucune indication sur les peintres et verriers à qui l'on doit ces chefs-d'œuvre. Classée Monument historique, depuis 1840, grâce à sa collection de vitraux datant de la deuxième partie du XVIe siècle, on y admire un ensemble de 37 verrières unique en Île-de-France[44] ;
- le cimetière des XVe et XVIe siècles, entouré de galeries, semblables à celle d'un cloître, ayant servi de charniers pour l’inhumation des corps retirés de l'ancien cimetière à l’emplacement de l'église. Le cloître et la porte sont classés MH[45] ;
- le château de Groussay, du XIXe siècle, propriété privée classée MH[46] ;
- la maison de Maurice Ravel, le Belvédère, est une demeure du XXe siècle qui se trouve au pied des ruines du donjon et qui surplombe le sud de la ville. Maurice Ravel y a vécu de 1921 à sa mort à Paris en 1937. Après la mort du compositeur, la maison a été très bien conservée par volonté du frère cadet et unique héritier du compositeur, Édouard Ravel (1878-1960). Ce dernier légua la maison à la Réunion des musées nationaux dans son deuxième testament authentique du 18 juillet 1958. De 1937 à 1970, la maison fut confiée à la garde successive de Mme Marie Reveleau (fidèle gouvernante du compositeur depuis 1921) jusqu'à sa mort en 1952, puis à Céleste Albaret et sa sœur Marie Gineste jusqu'en 1970. Accepté par l'État en 1963, le legs du musée se concrétisa en novembre 1971 par la signature d’un bail emphytéotique de 99 ans entre la Réunion des musées nationaux et la ville de Montfort-l'Amaury, respectivement propriétaire et gestionnaire du musée. La maison-musée Maurice-Ravel ouvrit ses portes, après des travaux, le 18 mai 1973. La maison est inscrite MH[47] ;
- un hôtel du XVIIe, inscrit MH pour sa façade, sa toiture et son parc dans lequel subsistent des vestiges des remparts[48].

D'autres monuments, non classés, sillonnent la ville :
- les remparts des XIe et XIIe siècles dont il ne reste que quelques vestiges et la porte Bardoul ;
- la prison du XIIIe siècle[49] ;
- les maisons de Jean Anouilh, Henri de Régnier, Germaine Beaumont, ou encore celle dans laquelle Victor Hugo séjourna à plusieurs reprises et composa sa célèbre Ode aux ruines en souvenir de la ville.

Par ailleurs, sept jardins ont fait l’objet d’un pré-inventaire dont ceux du Belvédère et du château de Groussay[réf. nécessaire].

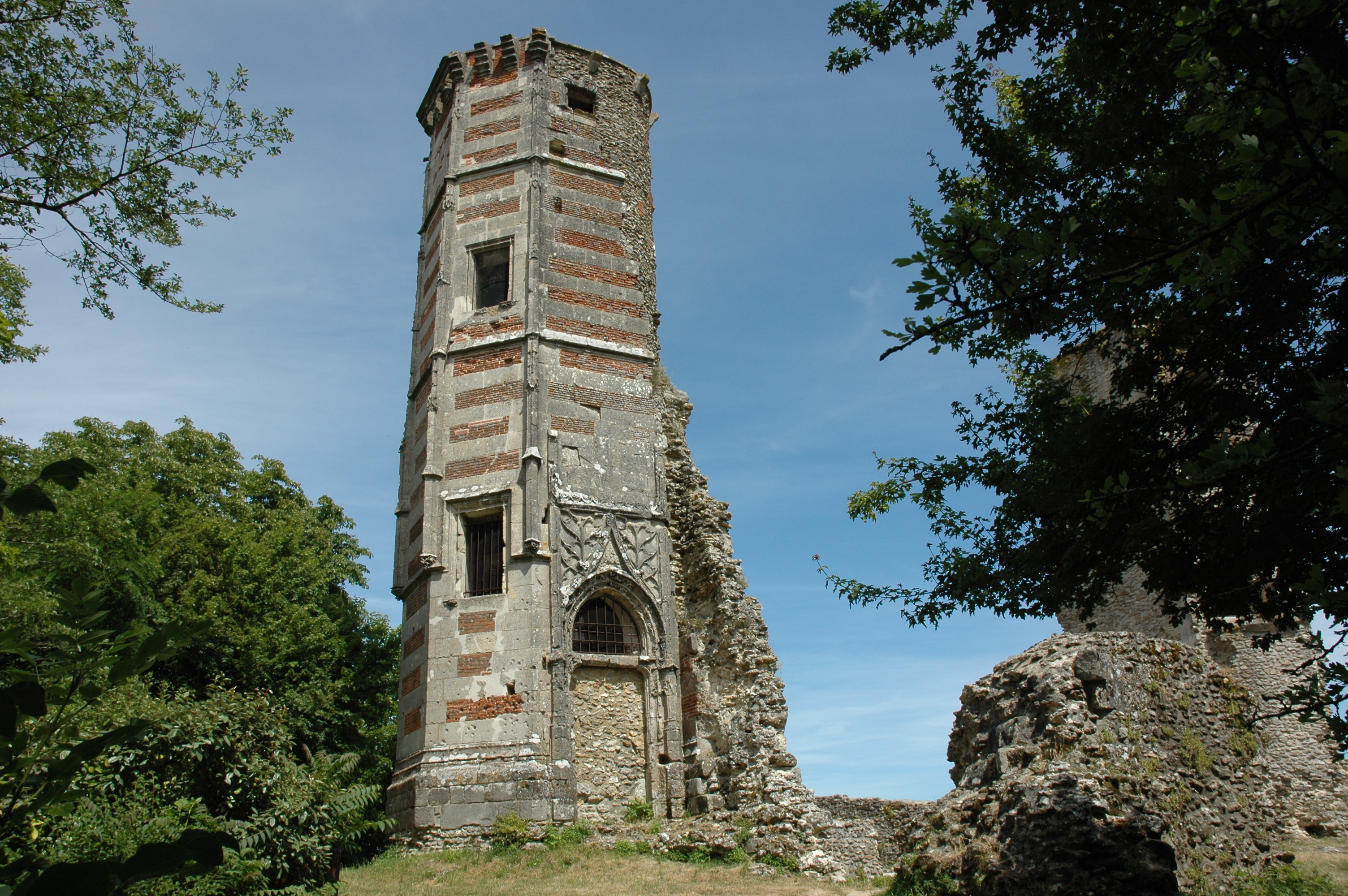
La tour Anne-de-Bretagne.
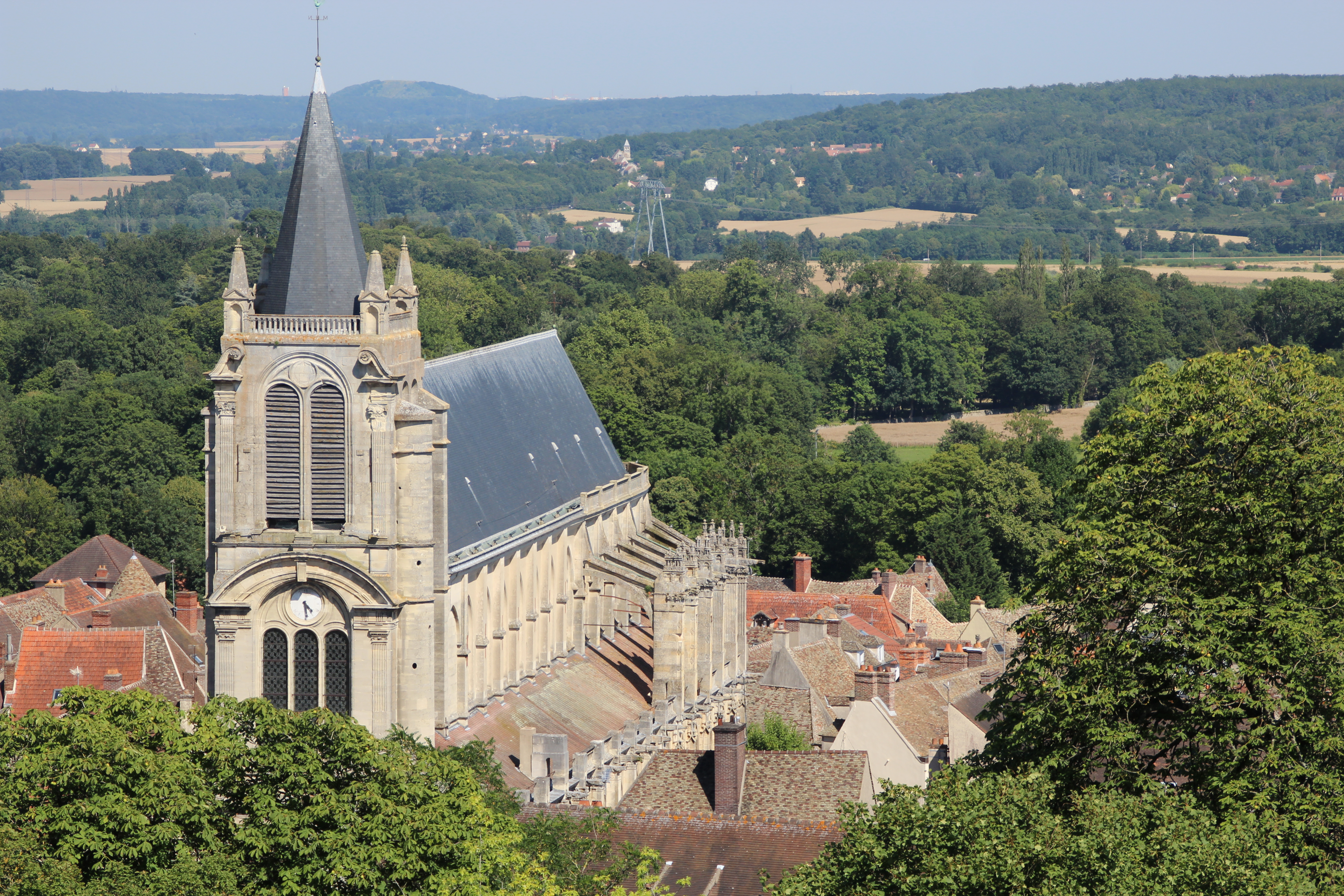
L'église Saint-Pierre.
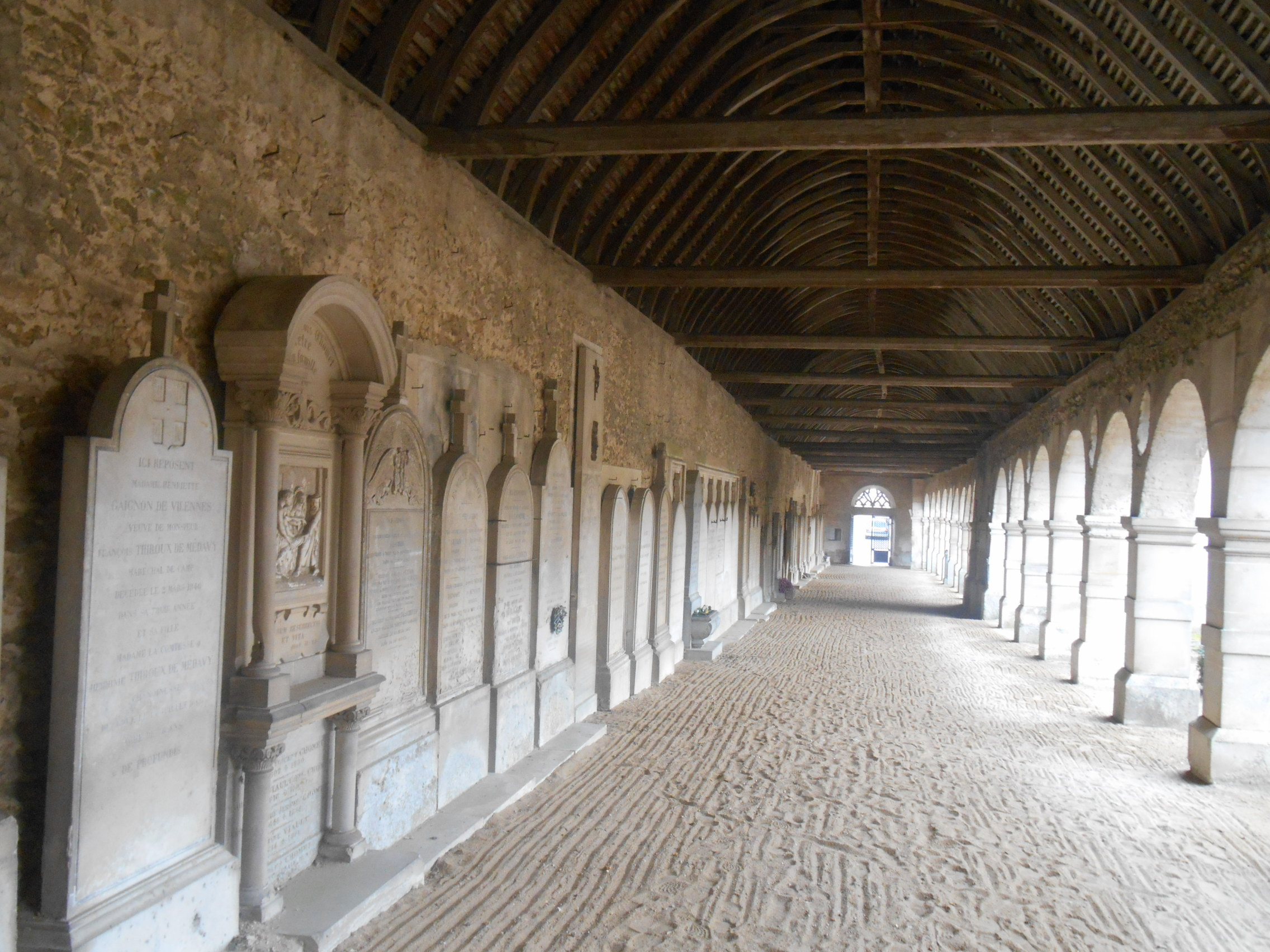
Cloître du cimetière.
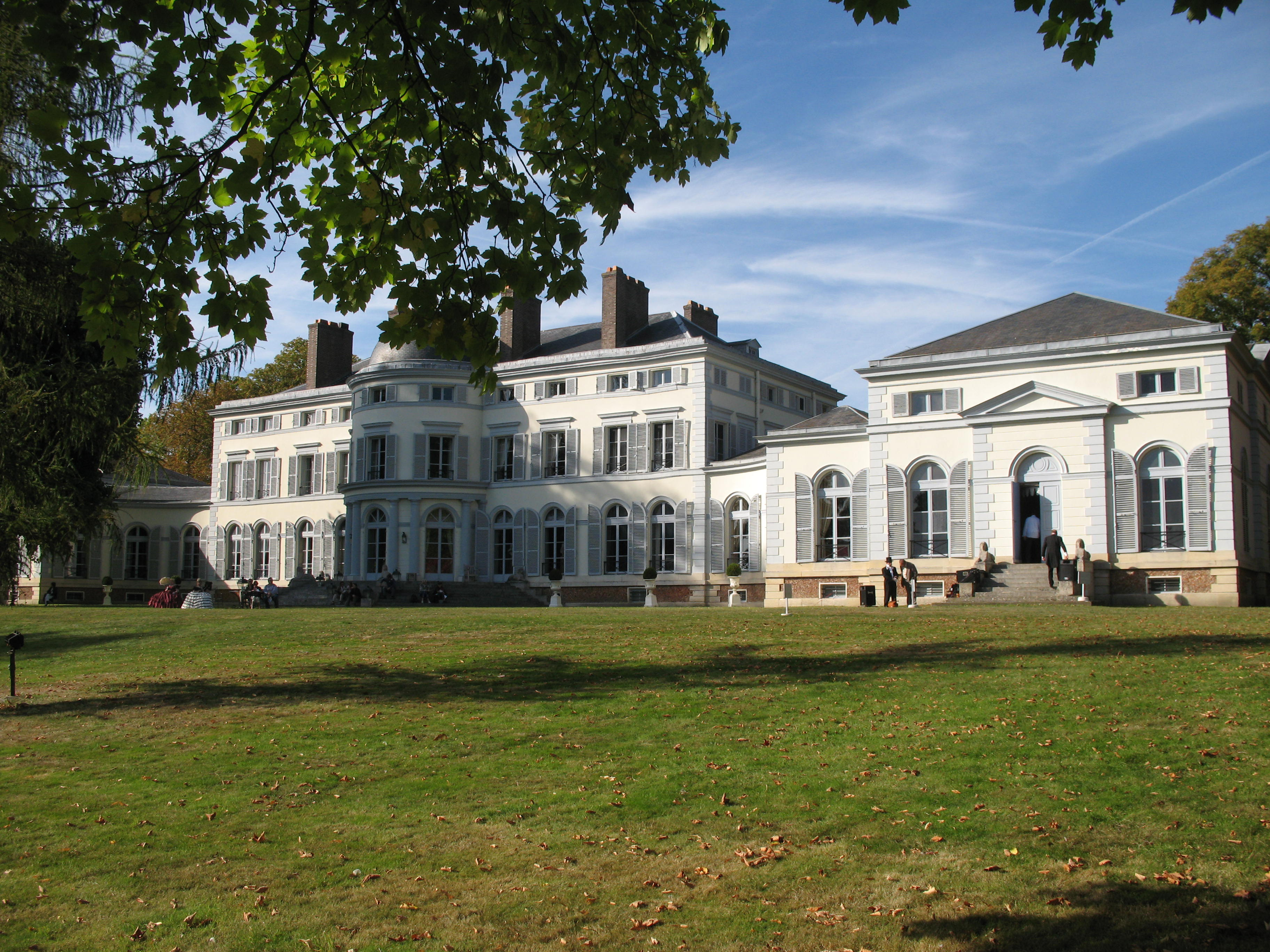
Montfort-l'Amaury : le château de Groussay.
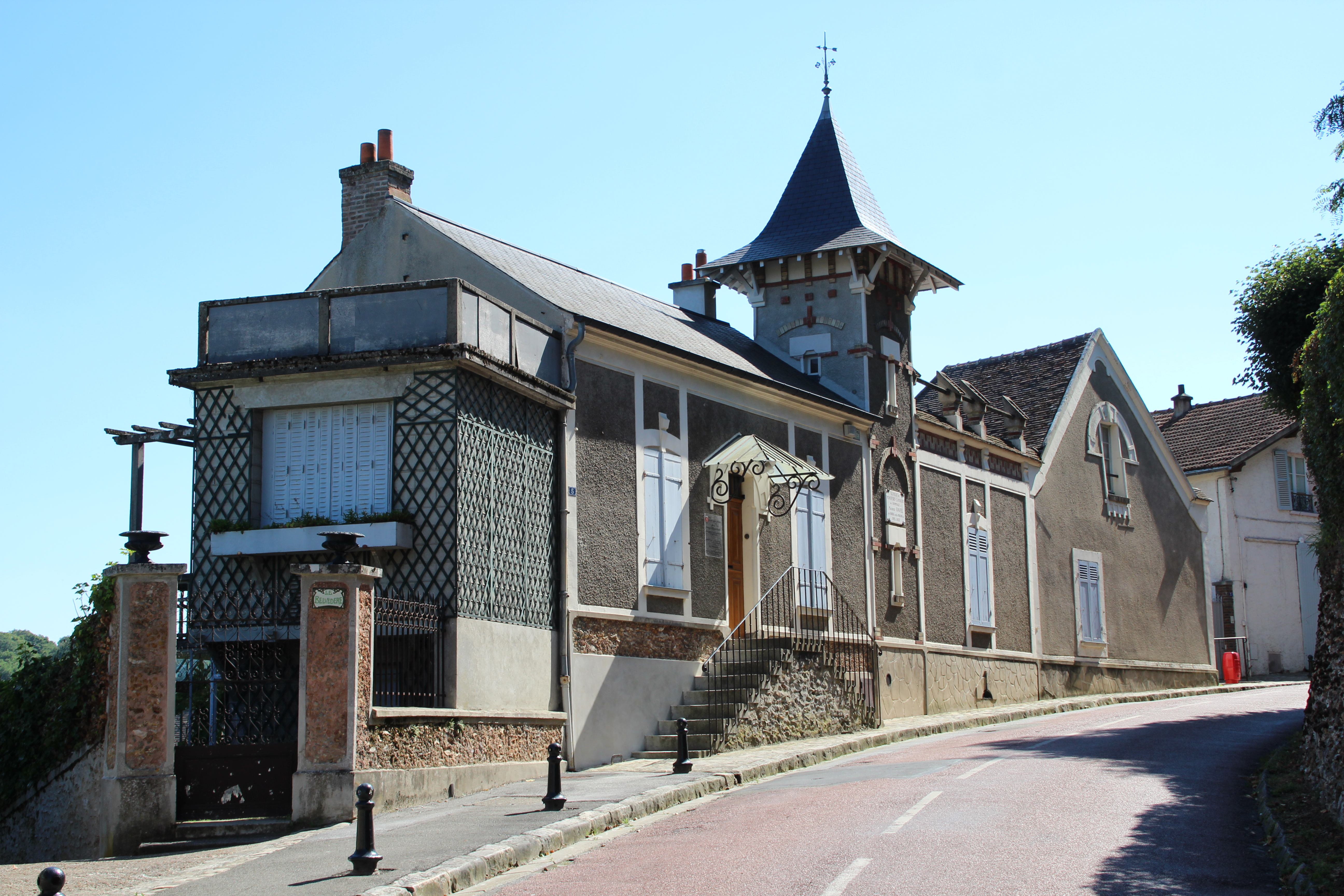
Musée Maurice-Ravel Le Belvédère.
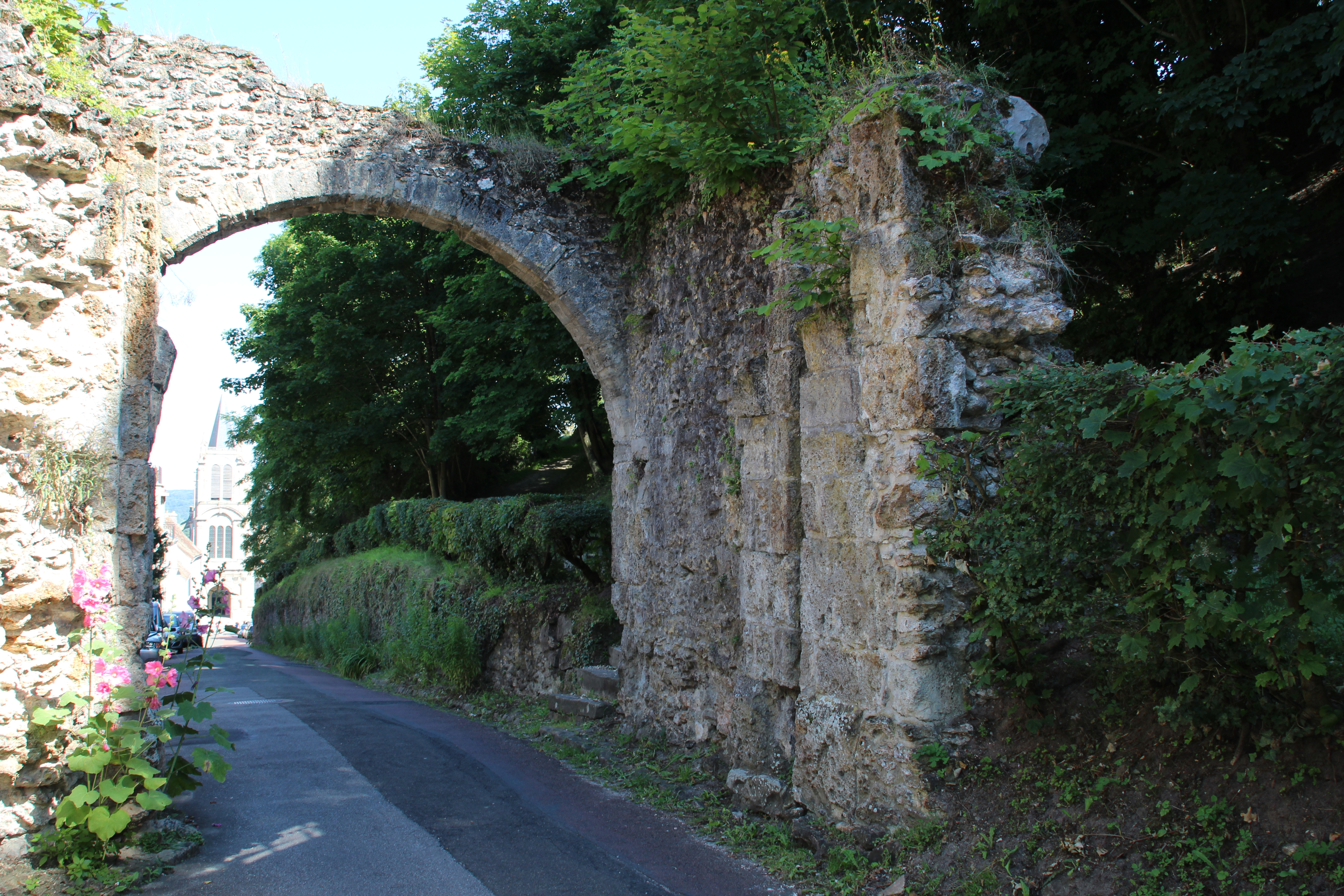
La porte Bardoul.

### Tableaux
Le peintre Henri Rivière a peint de nombreux tableaux représentant Montfort-l'Amaury en 1924 :

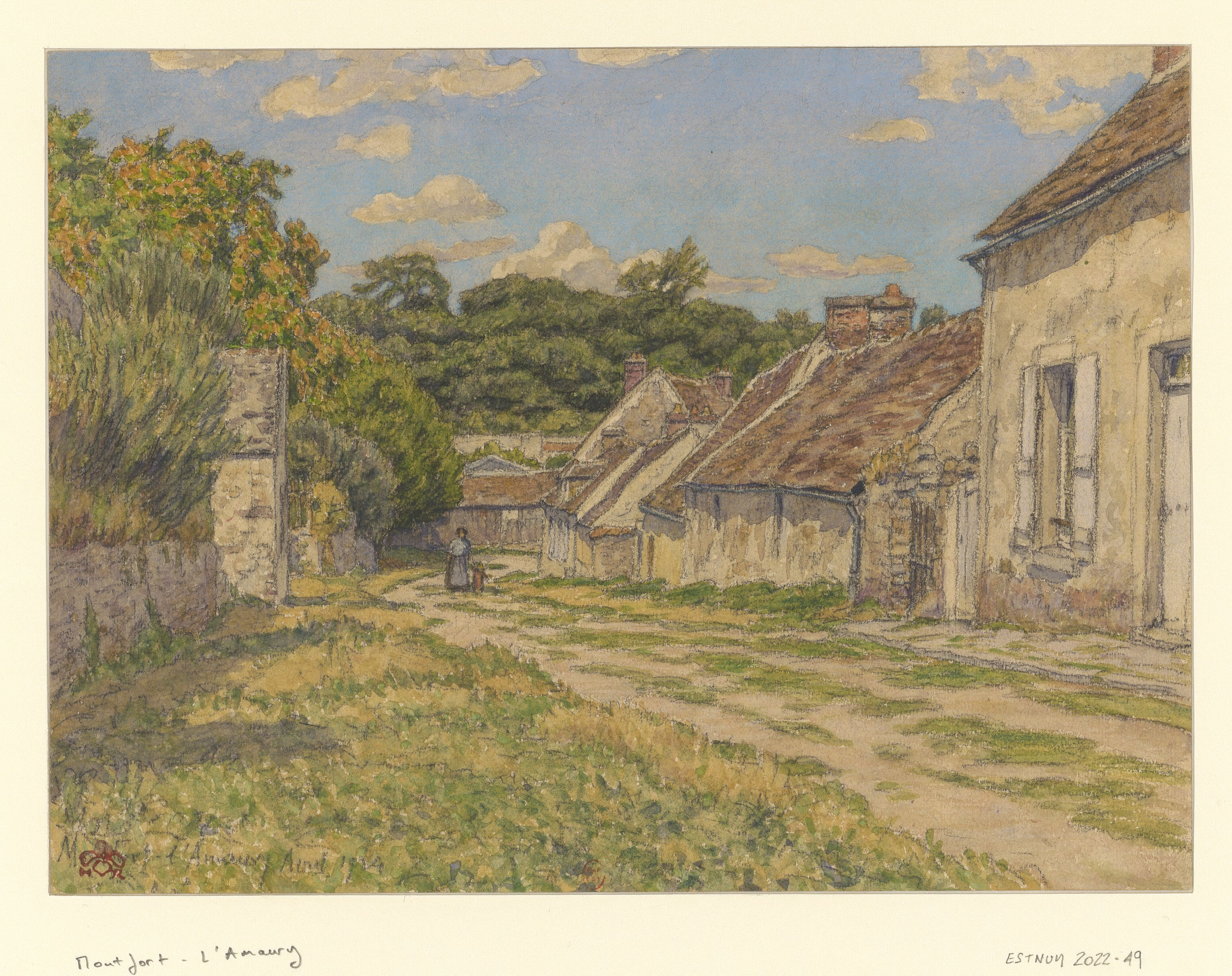
Montfort-l'Amaury (dessin, 1924).
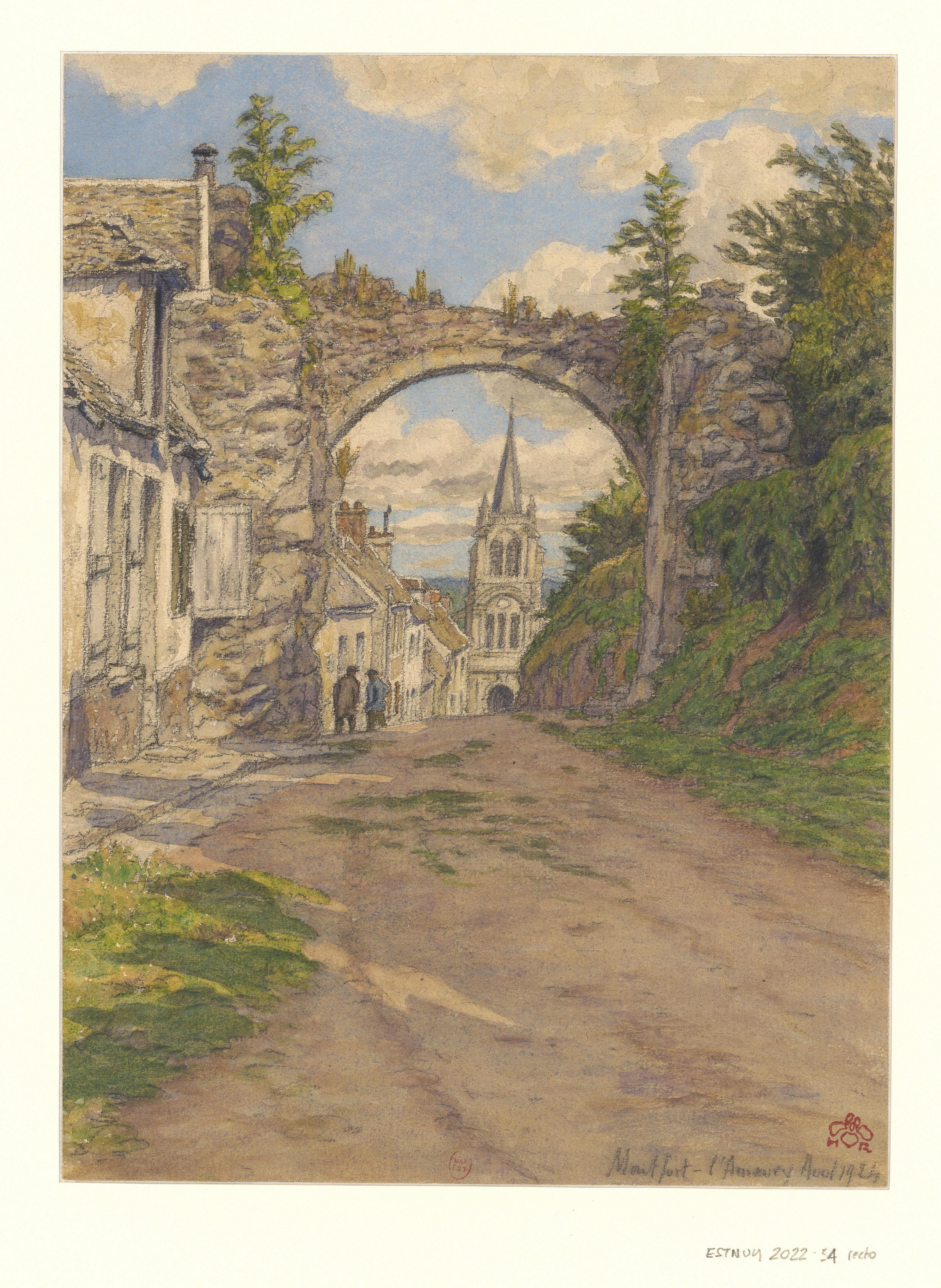
Montfort-l'Amaury (dessin, 1924).
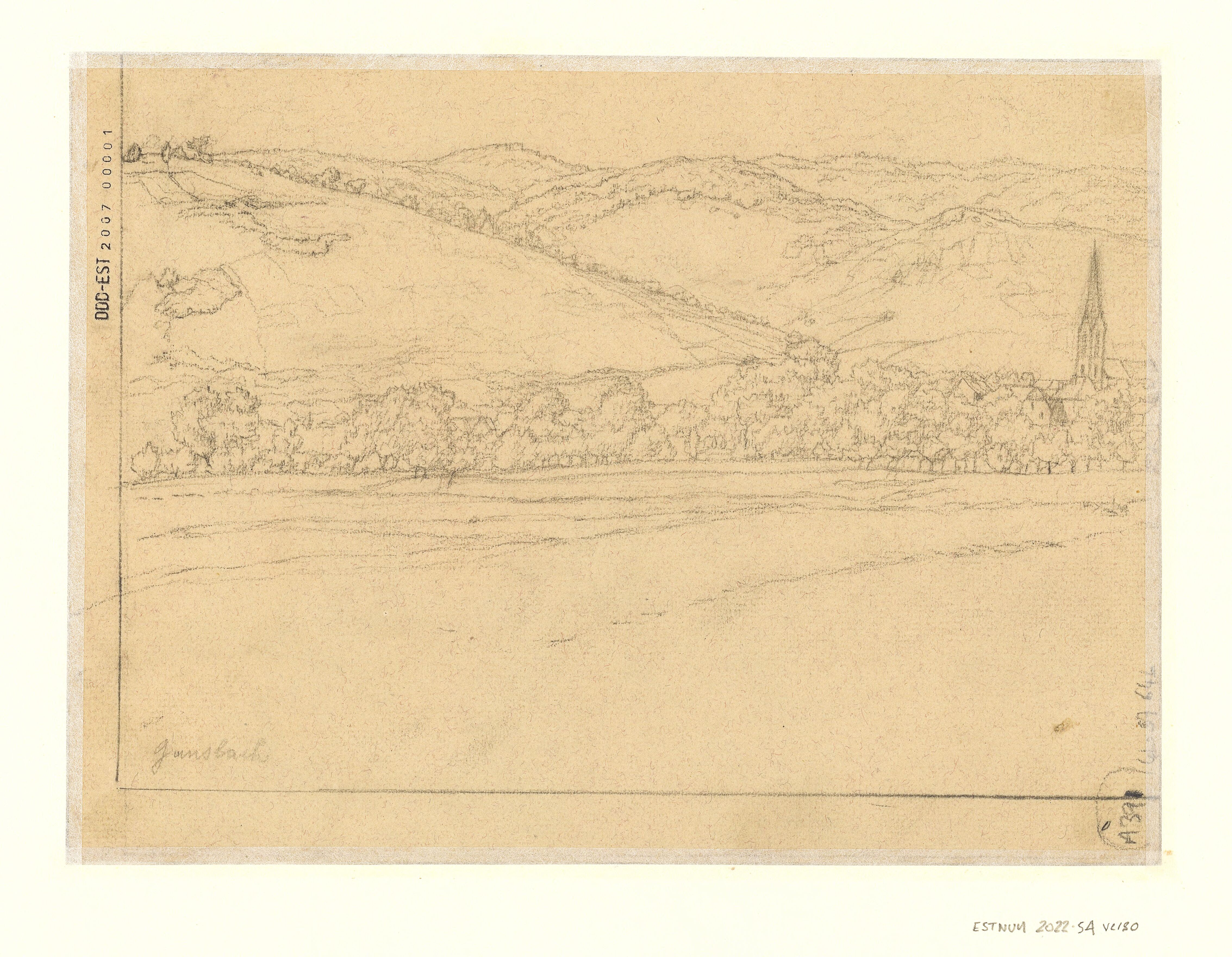
Montfort-l'Amaury (dessin, 1924).
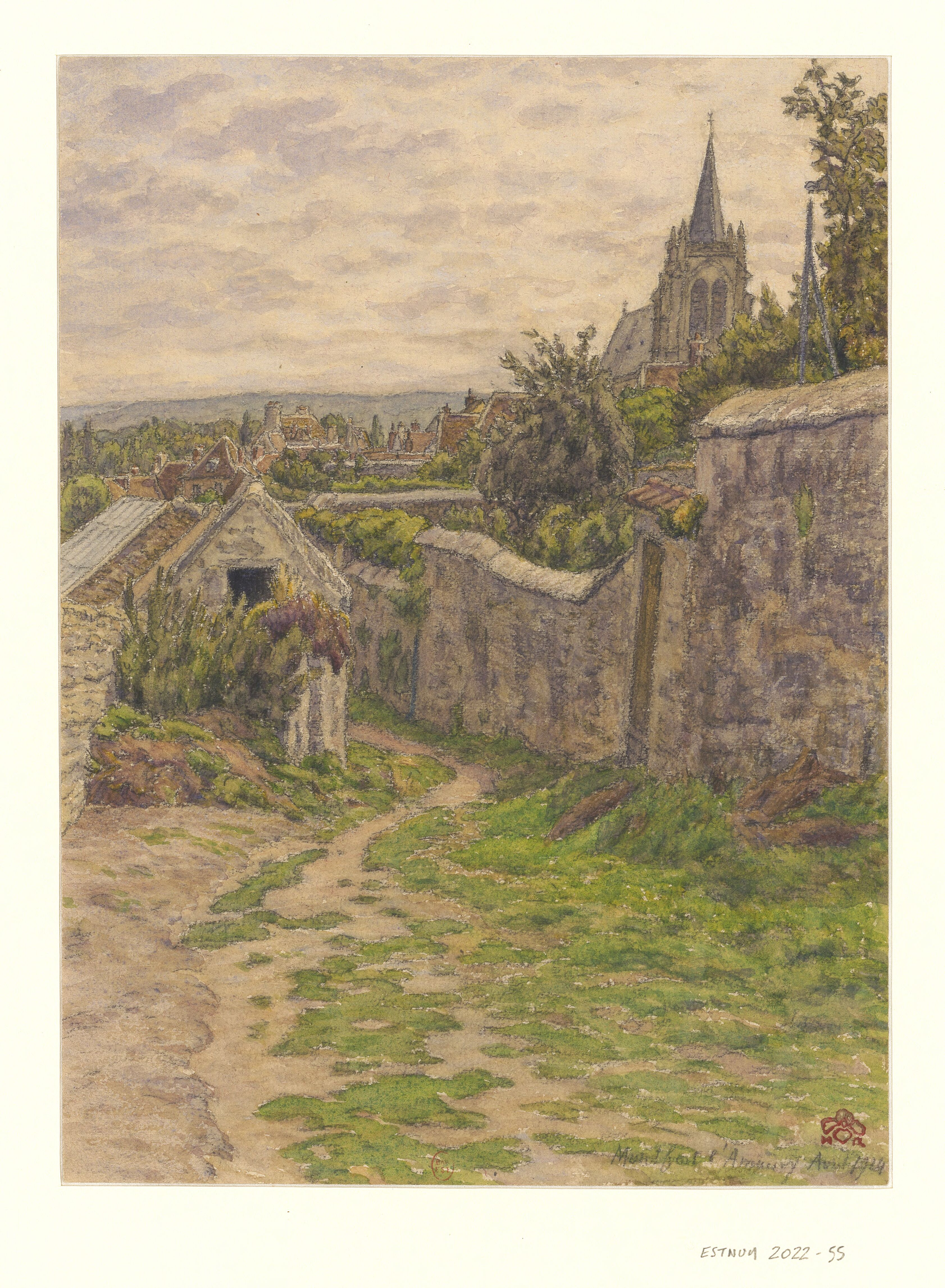
Montfort-l'Amaury (dessin, 1924).
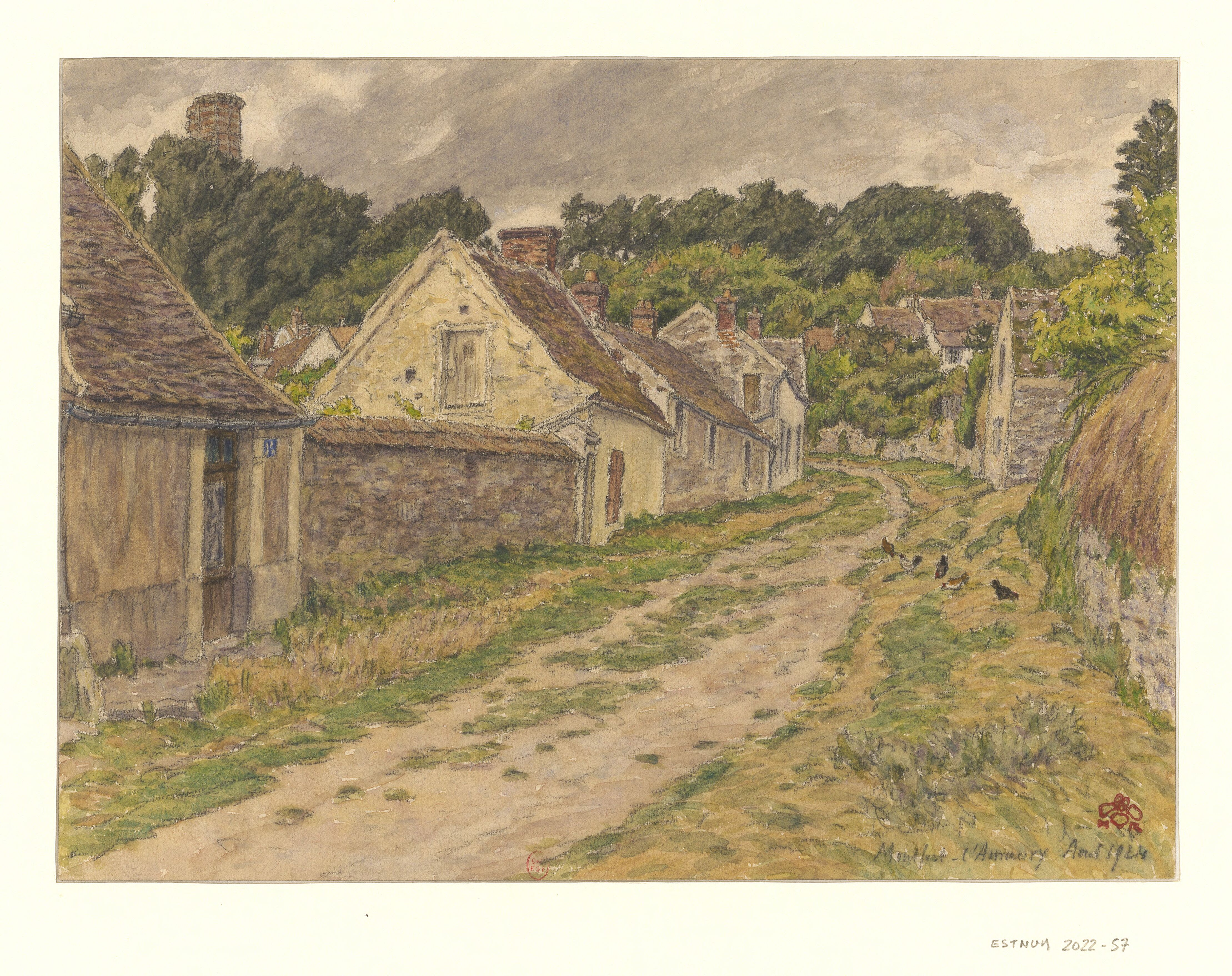
Montfort-l'Amaury (dessin, 1924).
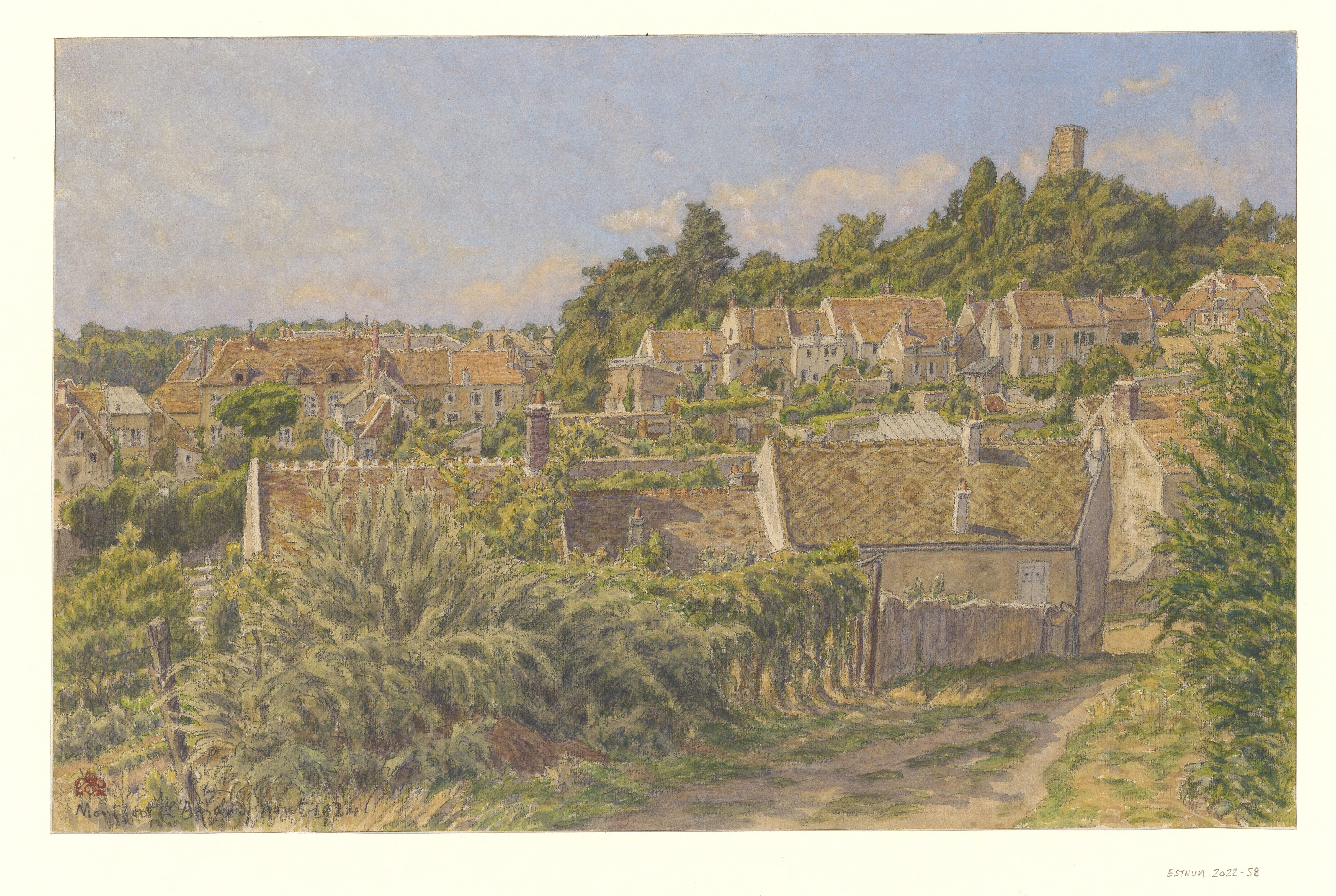
Montfort-l'Amaury (dessin, 1924).

### Personnalités liées à la commune

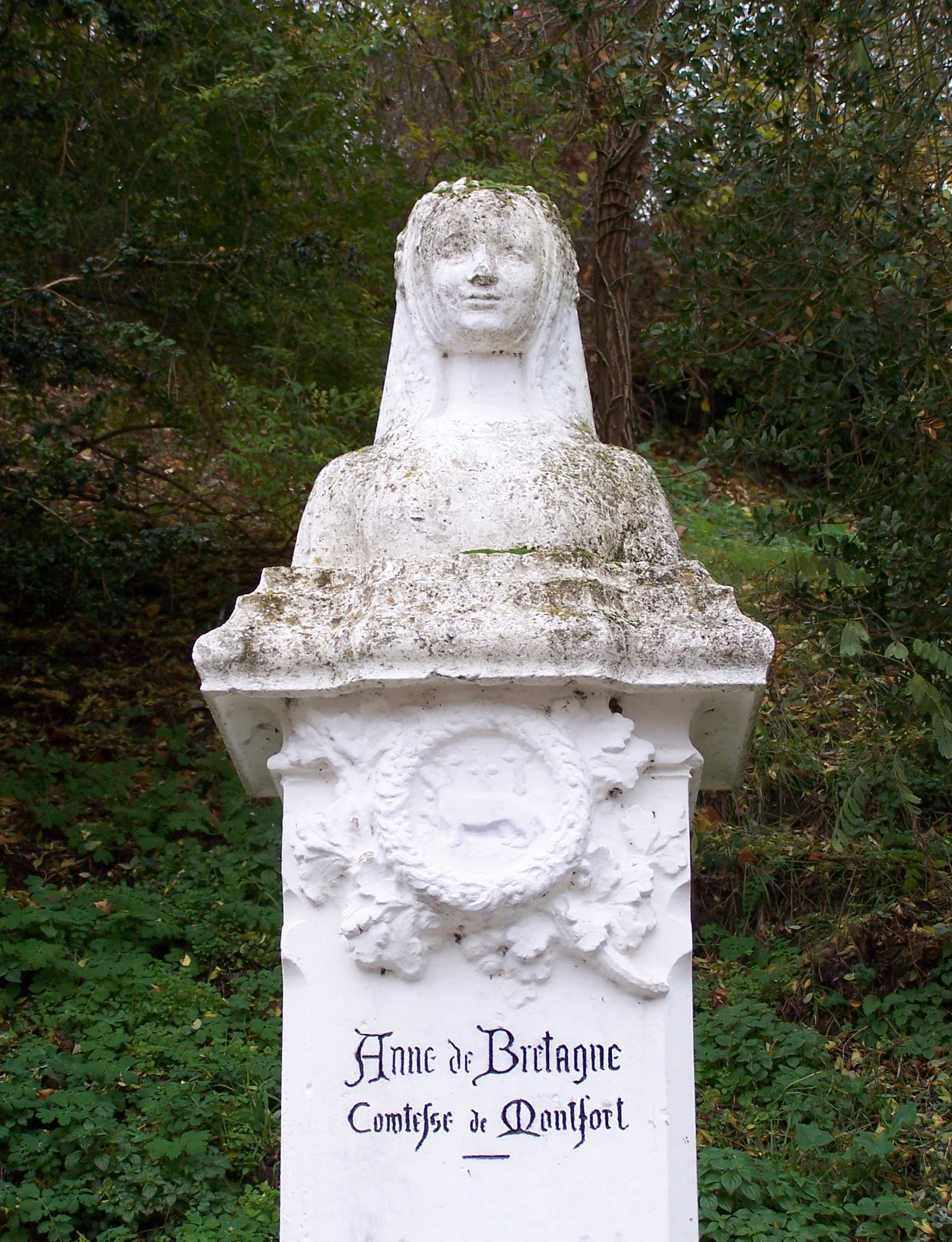
Le buste d'Anne de Bretagne.

- Simon IV de Montfort, seigneur de Montfort de 1188 à 1218, chef de la croisade contre les Albigeois en 1209.
- Tugdual de Kermoysan est gouverneur du comté de Montfort l'Amaury (1447-1449), pour le duc de Bretagne, dont c'est le fief.
- Anne de Bretagne (1477-1514), qui séjourna cinq ans à Montfort-l'Amaury ; on lui doit le donjon et l'église Saint-Pierre[50].
- André de Foix (1490-1547), dit Lesparre, seigneur de Montfort de 1524 à 1540[51].
- Pierre Dupuis (1610-1682), peintre, né à Montfort.
- Catherine de Baillon (Montfort 1645 - Rivière-Ouelle 1688), née dans le hameau des Layes, fille d'Alphonse de Baillon, sieur de La Mascotterie, et de Louise de Marle. Elle part en 1669 pour la Nouvelle-France avec 149 autres filles du roi et se marie la même année avec Jacques Miville dit Deschesnes. Elle est l'ancêtre de nombreux Québécois[52].
- Denis Lebreton (1731-1814), homme politique né et décédé à Montfort-l'Amaury, député de Seine-et-Oise.
- François Petau de Maulette (1742-1805), député de la noblesse et commandant de la garde nationale de la commune, y est décédé et enterré[53].
- Louis Groult des Rivières (1743-1832), général-comte, y est décédé[54].
- Jean-Antoine Roucher (1745-1794), poète et receveur des gabelles, vit au 9 rue de la Treille en 1789[55]. Plus tard, c'est la mère du poète Adolphe de Saint-Valry (1797-1867) qui fait l'acquisition de cette maison. Son ami Victor Hugo (1802-1885) y séjournait souvent lorsqu'il se rendait à Dreux pour voir sa future épouse, Adèle Foucher[56],[57].
- Marie Armande Jeanne Gacon-Dufour (1753-1835) dit avoir été élevée au couvent de Montfort-l'Amaury[58].
- Mathieu Jean Félicité, duc de Montmorency-Laval (1766-1826), député puis ministre.
- Olivier de Saint-Georges de Vérac (1768-1858), militaire et homme politique français des XVIIIe et XIXe siècles.
- Pierre-Luc-Charles Ciceri (1782-1868), peintre décorateur de théâtre.
- Pierre Normand (1782-1863), militaire et homme politique né à Montfort-l'Amaury, député d'Eure-et-Loir de 1852 à 1863.
- Édouard Magnien (1795- ap.1864), littérateur français, y est né.
- Adolphe de Dion[59] (1823-1909), archéologue du château.
- Septime Le Pippre (1833-1871), petit-fils du précédent, peintre, aquarelliste et militaire, y est né.
- Georges Bizet (1838-1875), compositeur.
- Marguerite Belèze (1850-1913), botaniste française, membre du comité local de la Croix-Rouge, y a longtemps résidé, jusqu'à son décès en 1913.
- Henri Gauquié (1858-1927), sculpteur, y est mort.
- Gustave Kahn (1859-1936), poète symboliste, a résidé Palais nomade, rue Saint-Pierre.
- Marcel Habert (1862-1937), député, secrétaire de la Ligue des patriotes.
- Léon Durocher (1862-1918)[60], chansonnier et créateur du pardon breton montfortois en 1899.
- Colette (1873-1954), écrivain, y achète une maison, La Gerbière, avec son mari Maurice Goudeket (1889-1977) en 1930. Ils la revendent à Coco Chanel l'année suivante[61].
- Maurice Ravel (1875-1937), compositeur, a vécu au Belvédère, 5 rue Saint-Laurent (actuelle rue Maurice-Ravel), de 1921 à 1937.
- Coco Chanel (1883-1971), créatrice de mode, modiste, grande couturière, y achète une maison, La Gerbière, à Colette, en 1931.
- Jacques de Lacretelle (1888-1985), écrivain, académicien, a été nommé conseiller municipal de Montfort en 1945.
- Emilio Terry (1890-1969), architecte et décorateur qui travailla plus de 15 ans pour Charles de Beistegui au château de Groussay.
- Germaine Beaumont (1890-1983), journaliste et romancière, y est décédée.
- Céleste Albaret (1891-1984), ancienne gouvernante de Marcel Proust, est chargée, de 1954 à 1970, de la garde du Belvédère, la maison de Maurice Ravel. Elle est enterrée à Montfort-l'Amaury, ainsi que son mari Odilon Albaret et sa sœur Marie Gineste.
- Tony Burnand (1892-1969), publicitaire, journaliste et écrivain, spécialiste de la pêche et de la chasse, y est décédé.
- Marcel Herrand (1897-1953), acteur, y est décédé.
- Robert Merle (1908-2004), écrivain, y a situé à une partie de l'action de sa fresque historique Fortune de France (ainsi qu'à Grosrouvre, où il a fini ses jours en son domaine de La Malmaison).
- Jean Anouilh (1910-1987), écrivain.
- Georges Marchal (1920-1997), acteur, y est inhumé.
- Charles Aznavour (1924-2018), chanteur, y est inhumé dans le caveau familial[62].
- Fred Mella (1924-2019), chanteur, soliste des Compagnons de la chanson.
- Dany Robin (1927-1995), comédienne, repose dans le cimetière non loin de son ex-mari Georges Marchal.
- Estella Blain (1930-1982), actrice, y possédait une maison.
- Claude Berri (1934-2009), producteur de cinéma.
- Jean-Pierre Rassam (1941-1995), producteur de cinéma, y est décédé et inhumé.
- Gérard Lenorman (né en 1945), chanteur.
- Chantal Thomass (née en 1947), créatrice de mode, y crée son premier atelier de stylisme avec son mari en 1968[63].
- Philippe Starck (né en 1949), designer.
- Marc Dubois (1951-2009), aviateur, commandant de bord du vol Rio-Paris abîmé en mer en 2009, habitait à Saulx-Marchais, a fréquenté l'école Saint-Louis et est inhumé à Montfort-l'Amaury[64].
- Thierry Gilardi (1958-2008), journaliste et commentateur sportif, y a vécu quinze ans et y est inhumé[65].
- Florent Pagny (né en 1961), chanteur, y a son domicile[66].
- Guillaume Canet (né en 1973) a fait ses classes de primaire, collège et lycée dans l'établissement scolaire Saint-Louis/Notre-Dame-du-Bel-Air où il est revenu le 22 avril 2005 accompagné de Thierry Gilardi pour participer à une journée de solidarité au profit de l'association ELA.
- Les comédiens du Palmashow Grégoire Ludig (né en 1982) et David Marsais (né en 1984) ont fréquenté le collège public Maurice-Ravel de Montfort-l’Amaury où ils se sont rencontrés.

### Cinéma et télévision
Montfort-l'Amaury accueille régulièrement des tournages de cinéma et de télévision.
En 1943, alors que la France est occupée, Henri-Georges Clouzot tourne son film Le Corbeau dans la maison où il s'est installé. Cette ancienne bâtisse, d'abord hôtel de ville puis caserne de la maréchaussée sous la Révolution, est aujourd'hui devenue un hôtel.
En 1951, Paul Mesnier y tourne Poil de carotte. Dans Elena et les Hommes de Jean Renoir en 1955-1956, la commune fait une apparition en vue aérienne, figurant la petite ville où se passe une partie de l'action. Parmi d'autres, il y a également Léon Morin, prêtre de Jean-Pierre Melville en 1961 ainsi que plusieurs scènes du film Les anges gardiens de Jean-Marie Poiré en 1995.
Le château de Groussay, acquis en 1938 par le décorateur Charles de Beistegui, sert depuis 1969 de décor à nombre de films, téléfilms et documentaire, notamment Le Bal du comte d'Orgel de Marc Allégret, Valmont de Miloš Forman en 1989, Les Parisiens de Claude Lelouch en 2004 ou encore Ne le dis à personne de Guillaume Canet en 2006. Depuis sa deuxième saison en 2013, l'émission Le Meilleur Pâtissier, diffusée sur M6, s'y installe tous les ans pour le tournage de l'émission. Seule la cinquième saison en 2016 n'y prend pas place.
En 2020, l'émission de France 3, Le village préféré des Français, présentée par Stéphane Bern sélectionne, parmi douze candidats, Montfort-l'Amaury pour représenter la région Île-de-France.

### Héraldique
| Armes de Montfort-l'Amaury | Les armes de la commune de Montfort-l'Amaury se blasonnent ainsi : de gueules au lion à la queue fourchée d’argent, au chef d'hermine. Ce blason est dérivé du blason affiché par les comtes de Montfort. |